# Dorosoma
Dorosoma is een geslacht van straalvinnige vissen uit de familie van de haringen (Clupeidae). Het geslacht werd voor het eerst wetenschappelijk beschreven in 1820 door Constantine Samuel Rafinesque.

## Soorten
- Dorosoma anale Meek, 1904
- Dorosoma cepedianum Lesueur, 1818 – Draadvinnige elft
- Dorosoma chavesi Meek, 1907
- Dorosoma petenense Günther, 1867
- Dorosoma smithi Hubbs & Miller, 1941